# 島田穣一
島田 穣一（しまだ じょういち、1944年（昭和19年）8月1日 - ）は、日本の政治家。元茨城県小美玉市長（4期）、元美野里町長（4期）、元美野里町議会議員（2期）。

## 来歴
茨城県の農家に生まれる。1964年（昭和39年）に千葉大学園芸学部農業別科を卒業し家業を継ぐ。1984年（昭和59年）、美野里町の農業委員を務める。
1985年（昭和60年）、美野里町議会議員に初当選。1991年（平成3年）、美野里町長に初当選。町長を4期務める。
2006年（平成18年）3月27日、美野里町は小川町、玉里村と合併して小美玉市が発足。これに伴って同年4月30日に行われた市長選挙で初当選した。2018年（平成30年）、3回連続無投票により4期目の当選を果たした。
2022年4月29日、4期務めた小美玉市長を退任。